# Erythrolamprus albiventris
Erythrolamprus albiventris — вид змій родини полозових (Colubridae). Мешкає в Південній Америці.

## Поширення і екологія
Erythrolamprus albiventris мешкають в Андах на території Еквадору і Колумбії. Вони живуть у вологих тропічних лісах.